# 下並木
下並木（しもなみき）は、神奈川県川崎市川崎区の町名である。住居表示に関する法律に基づく住居表示が実施されておらず、丁目は設けられていない。面積は118860.26m²。

## 地理
川崎区の北西端に位置し、北は堤根、東は日進町、南は池田1丁目、西は横浜市鶴見区市場上町に隣接する。北東－南西に旧東海道が通り、それに沿うように京浜急行（京急）が通る。京急の線路が池田との境になる。町の中部を北西－南東に南武支線の高架橋が通り、京急と交差する地点に八丁畷駅がある。堤根との境をかすめるようにJR東海道線・京浜東北線、八丁畷駅から鶴見駅方面に東海道貨物線の線路が通り、東海道線・南武支線・東海道貨物線に囲まれた一角には自動車教習所「飛鳥ドライビングカレッジ川崎」がある。南武支線の南西側には教習所のほか川崎市立川崎中学校、北東側には高層マンションが建ち並ぶ。

## 歴史
かつて川崎宿の上手棒鼻から市場村の境にかけては東海道に沿って松や榎が植えられ、八丁畷と呼ばれていた。寛政年間の石井家文書の「八町縄手並木覚」によると、街道南側に松8本・杉166本、西側に松20本・杉83本・榎7本が植えられていたと記録されている。やがて上並木、下並木と分けて呼ばれるようになったが、その年代は明らかではない。1924年（大正13年）6月、上並木とともにこの地に下並木の町名が付けられ、1924年7月には川崎市が新設されたことにより、川崎市の町名となる。上並木の町名は1964年に周辺の町と統合され日進町となったことで消滅し、上並木公園にその名を残すのみである。1972年（昭和47年）4月1日には川崎市が政令指定都市に移行したことにより、川崎市川崎区下並木となる。
1885年（明治18年）に日本で初めて乾電池の製造に成功した屋井乾電池株式会社は、関東大震災で東京の本社・工場が被災したのち1926年に下並木30番地に移転した。1954年に、川崎市立富士見中学校から分離・新設された川崎市立川崎中学校が町内に開校した。

## 世帯数と人口
2025年（令和7年）6月30日現在（川崎市発表）の世帯数と人口は以下の通りである。
| 町丁   | 世帯数    | 人口    |
| ------ | --------- | ------- |
| 下並木 | 1,687世帯 | 3,070人 |

### 人口の変遷
国勢調査による人口の推移。
| 年                 | 人口  |
| ------------------ | ----- |
| 1995年（平成7年）  | 1,667 |
| 2000年（平成12年） | 1,500 |
| 2005年（平成17年） | 1,457 |
| 2010年（平成22年） | 2,985 |
| 2015年（平成27年） | 2,993 |
| 2020年（令和2年）  | 3,057 |

### 世帯数の変遷
国勢調査による世帯数の推移。
| 年                 | 世帯数 |
| ------------------ | ------ |
| 1995年（平成7年）  | 879    |
| 2000年（平成12年） | 833    |
| 2005年（平成17年） | 845    |
| 2010年（平成22年） | 1,532  |
| 2015年（平成27年） | 1,441  |
| 2020年（令和2年）  | 1,566  |

## 学区
市立小・中学校に通う場合、学区は以下の通りとなる（2025年1月時点）。
| 番・番地等 | 小学校             | 中学校             |
| ---------- | ------------------ | ------------------ |
| 全域       | 川崎市立川崎小学校 | 川崎市立川崎中学校 |

## 事業所
2021年（令和3年）現在の経済センサス調査による事業所数と従業員数は以下の通りである。
| 町丁   | 事業所数 | 従業員数 |
| ------ | -------- | -------- |
| 下並木 | 60事業所 | 433人    |

### 事業者数の変遷
経済センサスによる事業所数の推移。
| 年                 | 事業者数 |
| ------------------ | -------- |
| 2016年（平成28年） | 58       |
| 2021年（令和3年）  | 60       |

### 従業員数の変遷
経済センサスによる従業員数の推移。
| 年                 | 従業員数 |
| ------------------ | -------- |
| 2016年（平成28年） | 355      |
| 2021年（令和3年）  | 433      |

## その他

### 日本郵便
- 郵便番号 : 210-0025[3]（集配局 : 川崎港郵便局[19]）

### 警察
町内の警察の管轄区域は以下の通りである。
| 番・番地等 | 警察署     | 交番・駐在所 |
| ---------- | ---------- | ------------ |
| 全域       | 川崎警察署 | 南町交番     |